# Sant Ermengol de Madrona
Sant Ermengol de Madrona és una església de Pinell de Solsonès (Solsonès) inclosa a l'Inventari del Patrimoni Arquitectònic de Catalunya.

## Situació
Es troba a la part central del municipi, entre nucli de Sant Climenç i la masia de les Cots, dins un bosquet anomenat de l'Ascensió.

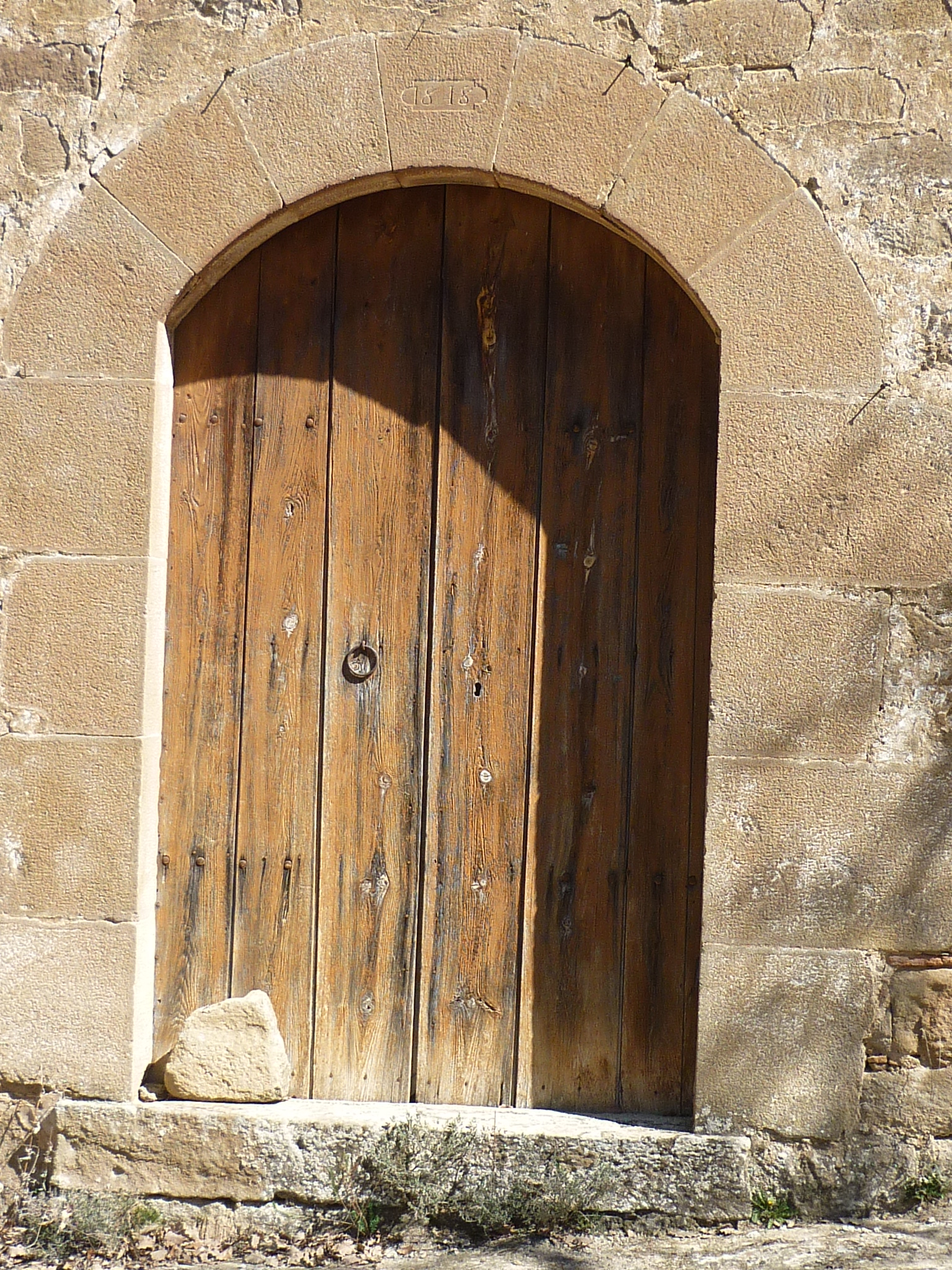
Portada

S'hi va des de Sant Climenç seguint la carretera asfaltada provinent de Solsona en direcció a ponent. A la sortida del poble hi ha bons indicadors. Al cap d'1,3 km. (41° 56′ 45″ N, 1° 24′ 16″ E / 41.945891°N,1.404578°E) es pren la desviació a la dreta direcció "Cots". Immediatament de passada la masia cal agafar la pista de la dreta que puja entre camps de conreu cap al bosc que es veu enfront. Després d'un parell de corbes s'arriba a la capella nova. La vella és dalt del turó al sud.

## Descripció
Església de planta rectangular amb teulada a doble vessant i petit campanar d'espadanya. L'absis és pla. La façana principal té una porta d'arc de mig punt adovellada i una petita finestra circular.